# Piloersemaborg

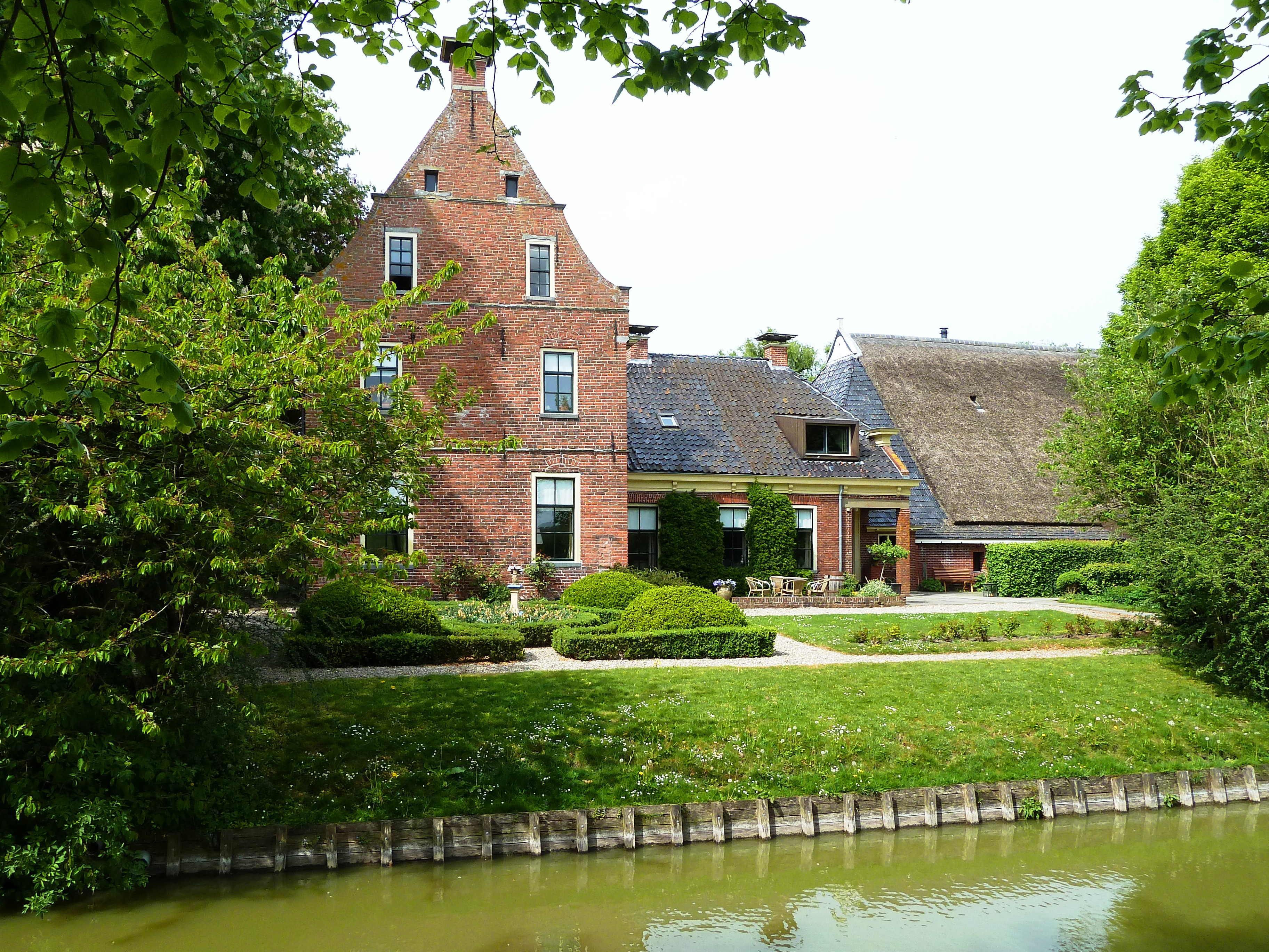
Zijaanzicht van de borg

De Piloersemaborg of Hamsterborg is een borg gelegen in het Groningse Westerkwartier in het dorpje Den Ham, behorend tot de gemeente Westerkwartier. Het is de laatste boerderijborg in Nederland en is thans in gebruik als hotel.

## Geschiedenis
De oorspronkelijke borg bevond zich ofwel op dezelfde locatie of op een wierde op ongeveer 100 meter ten zuiden van de huidige borg. De herkomst van de naam Piloersemaborg is onbekend. In 1448 wordt echter wel een zekere Lubbe Pylosum genoemd zonder precieze woonplaats en in 1455 ene Datho Pijloetsem, waarvan vaststaat dat hij nabij Den Ham woonde.
De borg duikt voor het eerst op in 1521 als onderdeel van een erfboedelscheiding, waarbij het als boerderij toekwam aan Tziado Jensema, een pastoor uit Oldehove, die het erfde van zijn vader Rembt Jensema. In 1567 trouwde zijn dochter Dorothea Jensema met Johan de Mepsche, een protestantse hoofdeling in Oldehove (niet te verwarren met zijn neef Johan de Mepsche, die Spaansgezind was) die in 1580 toen de stad Groningen voor de Spanjaarden koos vluchtte naar de Hanzestad Danzig (tegenwoordig: Gdańsk in Polen). Hij zou volgens Harry de Raad verantwoordelijk zijn geweest voor de omvorming van de boerderij naar een borg. Bij zijn dood in 1588 kreeg zijn zoon, eveneens Johan de Mepsche (Johan de jongere) genaamd, de borg in handen. Hij overleed in 1598 zonder getrouwd te zijn geweest en de borg, die waarschijnlijk zwaar geleden had onder de oorlogshandelingen en waarvan mogelijk nog weinig resteerde (de koopakte sprak slechts over singels, grachten en 'gebroecken steen'), kwam via gerechtelijke verkoop in handen van een van zijn broers, Frederik.
Deze Frederik de Mepsche was getrouwd met Oede Entens van de borg Harssens bij Adorp en zijn zoon, wederom Johan de Mepsche genaamd, liet een nieuwe borg bouwen of de oude verbouwen. Een gevelsteen met de wapens van De Mepsche en zijn vrouw Aijlke tho Nansum vermeldt "den 23 marty anno 1633 is gelecht de erste steen vant huis toe Piloersma op den Ham". In 1648 stierf hun enige dochter zonder kinderen en werd de borg na de dood van Johan rond 1653 vererfd aan zijn achterneef, wederom Johan de Mepsche geheten en zijn vrouw Agnes Gruis. Zij gingen echter in Aduard wonen en verhuurden de borg aan een boerenechtpaar.
In 1699 werd de borg door de familie Mepsche verkocht aan het boerenechtpaar Pieter Jacobs Bos en Wiske Jacobs Scholtens, die in 1702 een schuur lieten bouwen, en later een dwarsschuur erbij, zodat de borg een boerderijfunctie kreeg. Omdat Bos katholiek was, kon hij de rechten die bij de borg hoorden niet uitoefenen. Hij verkocht deze rechten aan Evert Joost Lewe, de heer van Aduard. De kleinzoon van Pieter Jacobs Bos en Wiske Jacobs Scholtens, en zoon van Grietje Pieters Bos en Arien Pontius Boersema, Sponcius Ariens Bos bleef landheer op de Piloersemaborg tot 1798.
Tijdens de Franse tijd komt de borg in het bezit van Cornelis Boelens, die tussen 1813 en 1822 ook burgemeester van Aduard was. In 1837 werd Tonnis Bartelds Wieringa ("Tun van Beswerd") en daarmee de familie Wierenga de nieuwe eigenaar. Tussen de borg en de schuur bevindt zich een eenlaags tussenhuis uit de 19e eeuw. In 1870 zijn de ruimtes aan de voorkant door de Wierenga's in neoclassicistische stijl verbouwd en ingericht. De laatste Wierenga's, Jan Tonnis Wierenga en zijn vrouw Cornelia Jantina Hilda Geertruida Wierenga-Van der Valk kregen geen kinderen en overleden beiden in 1991. Bij testament van Cornelia Jantina Hilda Geertruida Wierenga-Van der Valk werd de borg overgedragen aan een in 1986 door haar opgerichte stichting, de Wierenga van Hamsterborg Stichting. De borg verkeerde in slechte staat en de stichting verkocht een aantal landerijen om geld te kunnen opbrengen voor een grondige restauratie, die tussen 1998 en 1999 plaatsvond met gelden van onder andere het LEADER-programma, staatssecretaris Nuis, Rabobank en de toenmalige gemeente Zuidhorn. De borg werd verbouwd tot een hotel met zalenruimte en wordt als zodanig geëxploiteerd.

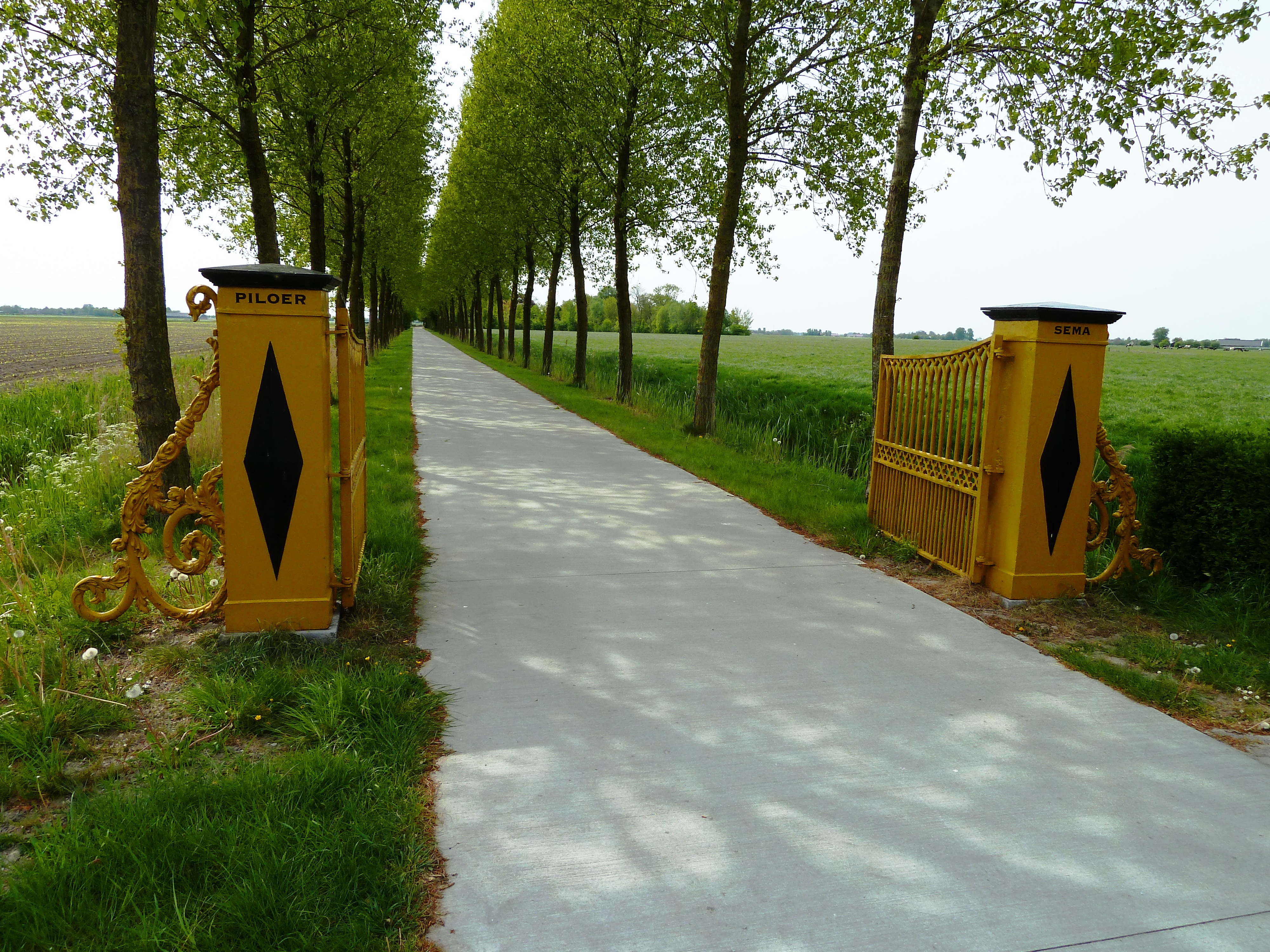
Ingang naar de oprijlaan naar de borg
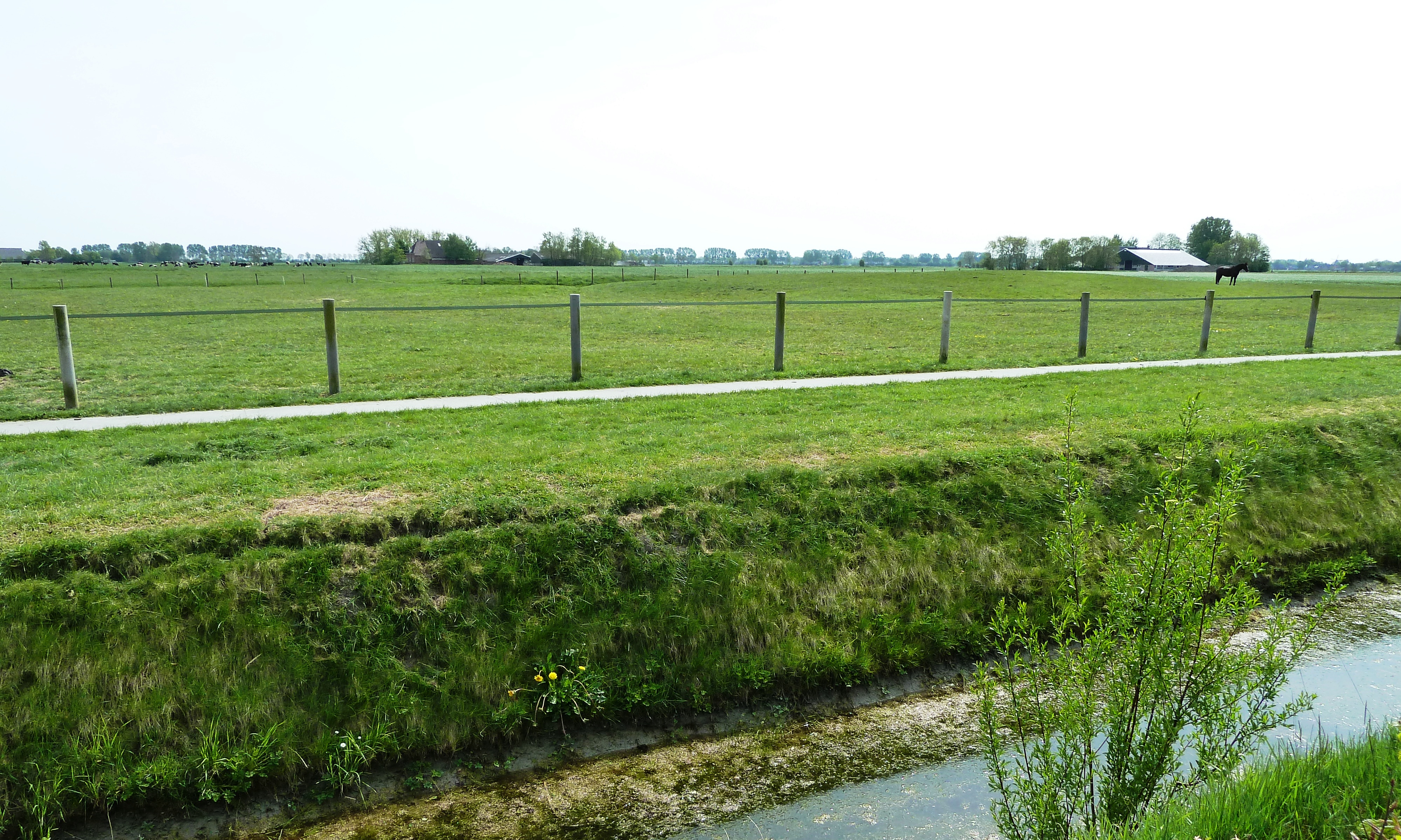
Borgterrein van de oude borg tot 1633
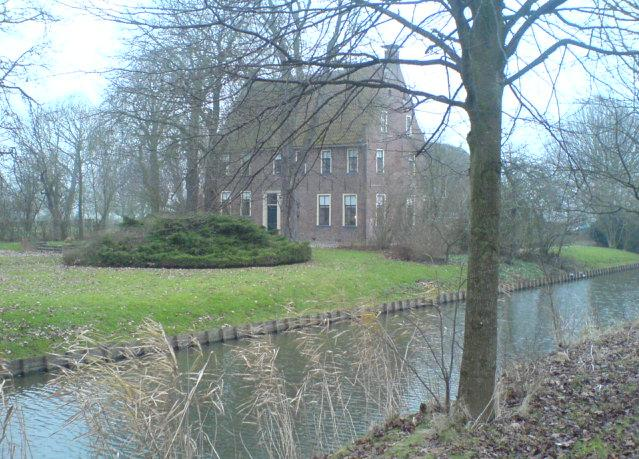
Vooraanzicht
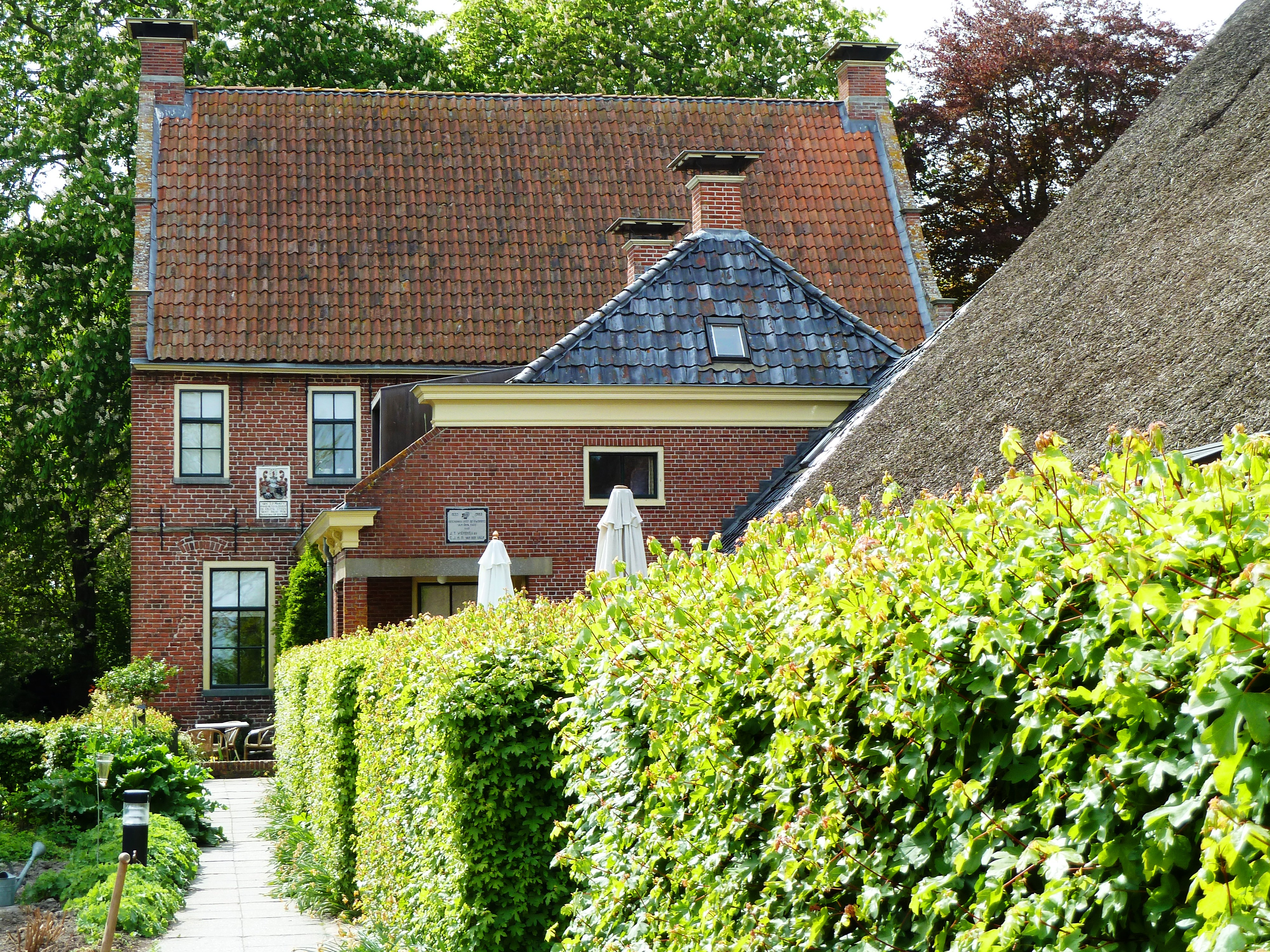
Aanzicht vanaf de achterzijde van de schuur
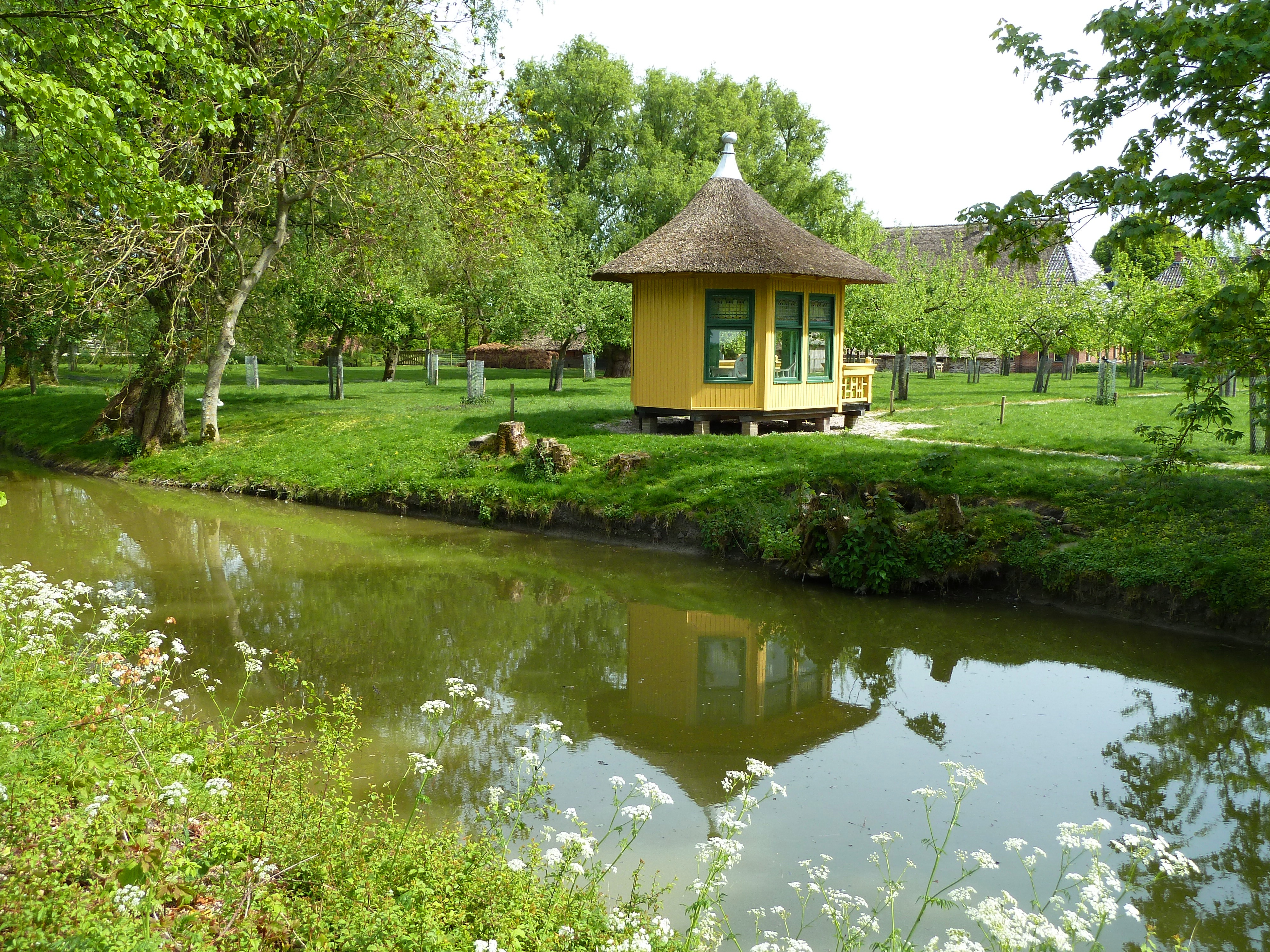
theehuis achter de borg
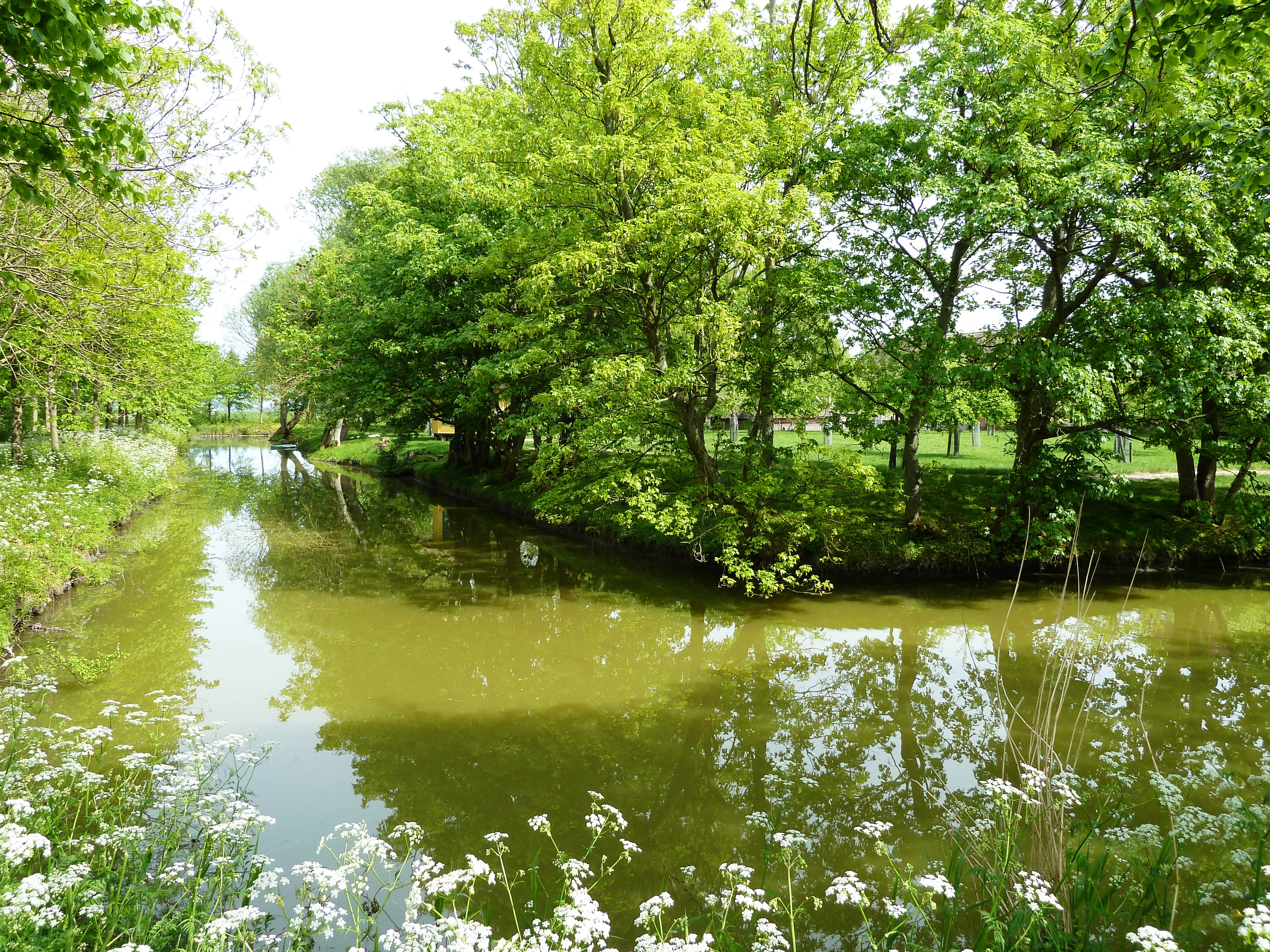
gracht achter de borg
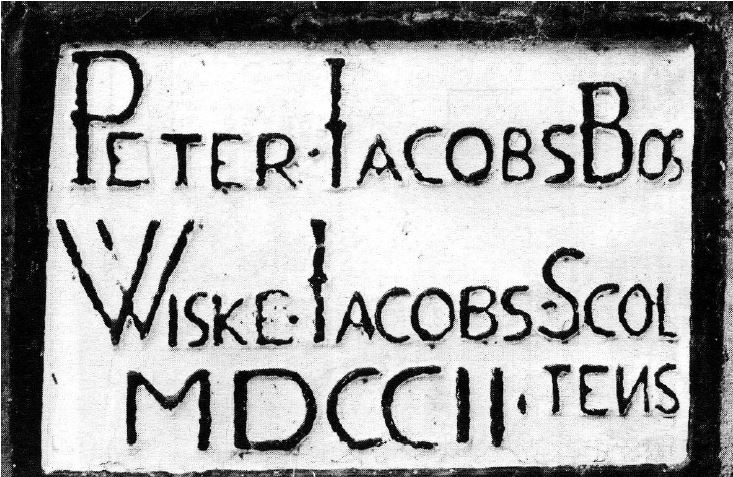
Gevelsteen Pieter Jacobs Bos
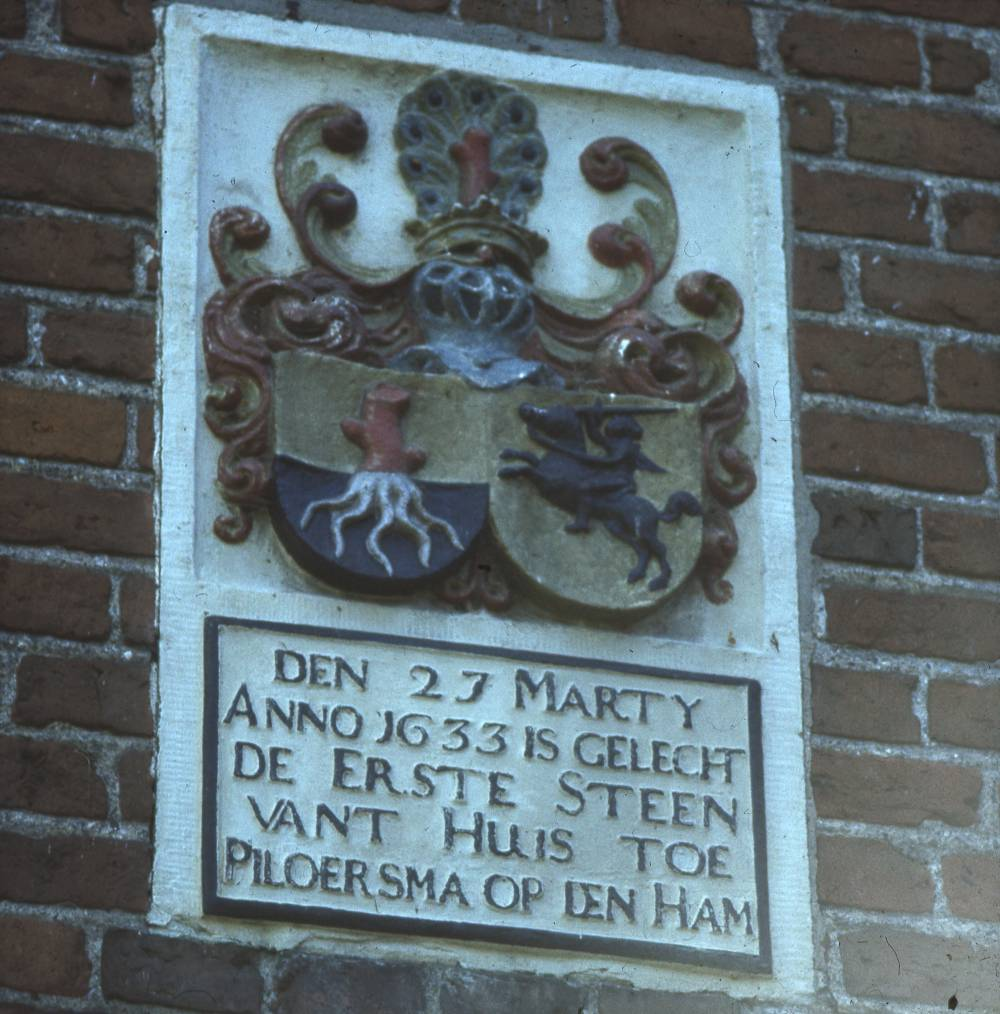
Gevelsteen de Mepsche
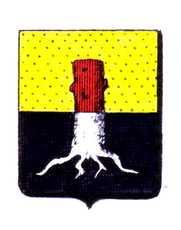
Familiewapen de Mepsche
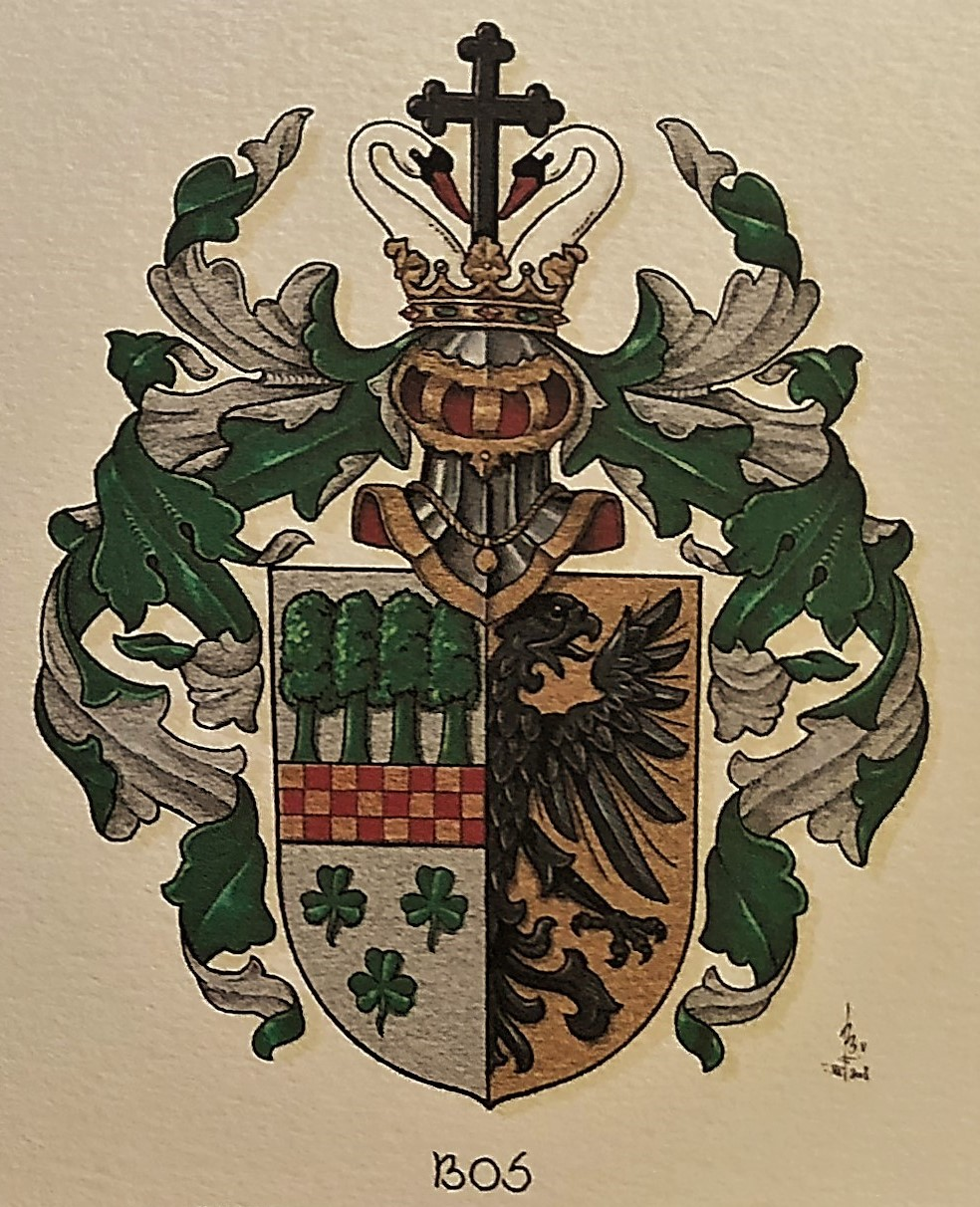
Familiewapen Bos
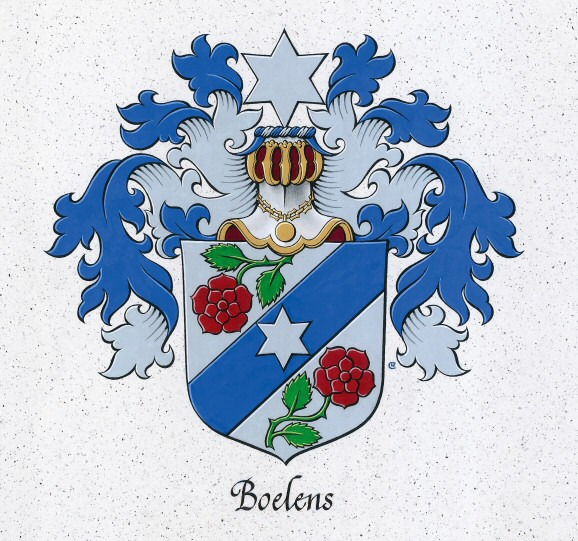
Familiewapen Boelens
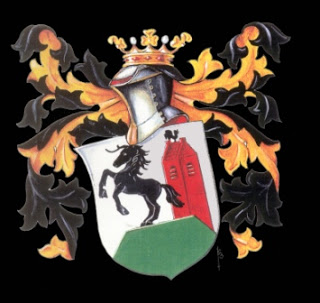
Familiewapen Wieringa / Wierenga